# Pseudocyclopina veitkoenhlerae
Pseudocyclopina veitkoenhlerae is een eenoogkreeftjessoort uit de familie van de Hemicyclopinidae. De wetenschappelijke naam van de soort is voor het eerst geldig gepubliceerd in 2001 door Elwers, Martínez Arbizu & Fiers.